# Guido de Summa
Guido de Summa (* in Mailand; † 1151) war ein italienischer Kardinal der Römischen Kirche.
Er stammte aus Mailand und wurde am 17. Dezember 1143 von Coelestin II. zum Kardinalpriester von San Lorenzo in Damaso erhoben. Am 23. September 1149 ernannte ihn Papst Eugen III. zum Kardinalbischof von Ostia. Im Mai 1151 versuchte er einen Streit zwischen dem Bischof von Piacenza und Kanonikern von der Kollegiatkirche von Sant’Antonino in Piacenza zu schlichten, jedoch ohne Erfolg. Noch in demselben Jahr ist er gestorben.